# Michael Akoto
Michael Akoto (* 3. Oktober 1997 in Accra, Ghana) ist ein deutsch-ghanaischer Fußballspieler. Er steht seit Sommer 2023 bei Aarhus GF unter Vertrag und wird meist in der Innenverteidigung eingesetzt.

## Karriere
Zur Saison 2016/17 stieg er aus der A-Jugend vom SV Wehen Wiesbaden in die Drittlliga-Mannschaft auf. Unter Trainer Rüdiger Rehm debütierte er am 23. August 2017 im Profifußball beim 5:0-Sieg gegen die SG Sonnenhof Großaspach. In der 67. Minute wurde er für Moritz Kuhn eingewechselt. Nach der Saison 2017/18 lief sein Vertrag aus. Akoto wechselte daraufhin auf die andere Rheinseite in die U23 von Mainz 05.
Seit Sommer 2021 steht er beim Zweitligist SG Dynamo Dresden unter Vertrag.
Nach zwei Jahren in Dresden wechselte Akoto nach Dänemark in die Superliga zum Aarhus GF.

## Privates
Akoto ist das älteste von fünf Geschwistern. Mit acht Jahren kam er mit seinen Eltern nach Deutschland. Akoto ist gläubiger Christ.